# USS Reuben James (FFG-57)
USS Reuben James (FFG-57) «Рубен Джеймс» — ракетный фрегат типа «Оливер Хазард Перри», третий корабль, названный в честь знаменитого боцмана Рубена Джеймса, отличившегося в сражении с берберийскими пиратами. Экипаж эсминца насчитывал 26 офицеров, 18 петти-офицеров и 201 матросов.

## Служба
Контракт на постройку эсминца был подписан 22 марта 1982 года с лос-анджелесским филиалом верфи Todd Pacific Shipyards, г. Сан-Педро (San Pedro), штат Калифорния. Корабль был заложен 19 ноября 1983 года и спущен на воду 8 февраля 1985 года, патроном корабля выступила Луи Хейт Херрингтон, жена заместителя министра ВМС по делам личного состава и резерва. 
Корабль был передан флоту 3 марта 1986 года и вошёл в строй 22 марта. 
В июне 1987 года «Рубен Джеймс» вошёл в состав эскадры эсминцев «Красные жеребцы».
Скорость корабля превышала 33 узла (55,5 км/ч), двигательная установка состояла из двух газотурбин. 
Вооружение эсминца составляли зенитные и противокорабельные ракеты, автоматическая пушка калибра 3 дюйма (76 мм), противоракетная оборонительная система и два противолодочных вертолёта SH-60 Seahawk. В задачу эсминца входил поиск подводных лодок, эскортирование в составе боевых групп и перехват. 
В начале службы «Рубен Джеймс» вошёл в состав Ближневосточного отряда, где участвовал в двадцати двух конвойных миссиях операции «Твёрдые намерения», в десяти миссиях он выступал в качестве флагмана конвоя. Капитаном эсминца был коммандер Джон Кили, также возглавлявший процесс по вводу в эксплуатацию. В марте 1988 года его сменил коммандер Ник Ричардс.
10 сентября 1990 года «Рубен Джеймс» посетил Владивосток. В августе 1991 года «Рубен Джеймс» отправился из Лонг-Бич, Калифорния, в Пёрл-Харбор на Гавайях. 1 октября 1998 года корабль присоединился к 31-й эскадре эсминцев «Ke Koa O Ke Kaй».
В 1994 году «Рубен Джеймс» столкнулся с USNS Pecos во время заправки (UNREP). Была повреждена полётная палуба, в ангаре случился пожар, была повреждена внешняя стена ангара. На борту находился отряд HSL-37.
18 июля 2013 года «Рубен Джеймс» был выведен из состава флота, 18 января 2016 года потоплен в ходе испытания новой противокорабельной ракеты Standard Missile 6 (SM-6) близ Гавайев.

## В культуре
«Рубен Джеймс» играет значительную роль в романе «Красный шторм» Тома Клэнси 1986 года и появляется в фильме «Охота за Красным Октябрём» 1990 года (хотя на самом деле эсминец вошёл в строй спустя год после событий фильма). В некоторых сценах вместо «Рубен Джеймса» выступают другие фрегаты его типа — «Уодсворт» (сейчас польский фрегат ORP Generał Tadeusz Kościuszko) и «Гэри». 

Корабль также упоминается в романе «Malacca Conspiracy» Дона Брауна 2010 года.